# Lars-Åke Gustafsson
Lars-Åke Gustafsson, född 24 april 1950, är en svensk ishockeyspelare som värvades till Djurgårdens IF 1971 från IK Bele, där han kallades "Fröding". I Djurgården kallades han "Norton" eftersom han ofta kom till träningarna på sin Norton motorcykel.
Gustafsson spelade som back i Djurgårdens A-lag 1971-1977. Han gjorde sammanlagt 151 matcher i serie och kval.
Lars-Åke var en tuffing på isen med ett väl utvecklat spelsinne. Hans höft-tacklingar var riktiga publikfriare då motståndarforwards bjöds på vådliga luftfärder och dess like har aldrig skådats inom ishockeyn, varken förr eller senare.
Denna spelstil imponerade givetvis stort på kanadensarna. Under en jul/nyårs turnering hade SVD följande rubrik som citerade kanadensiska coachen: "NUMBER SEVEN IS VERY GOOD".

## Källhänvisningar
- Arkiv DIF hockey